# Futsunushi

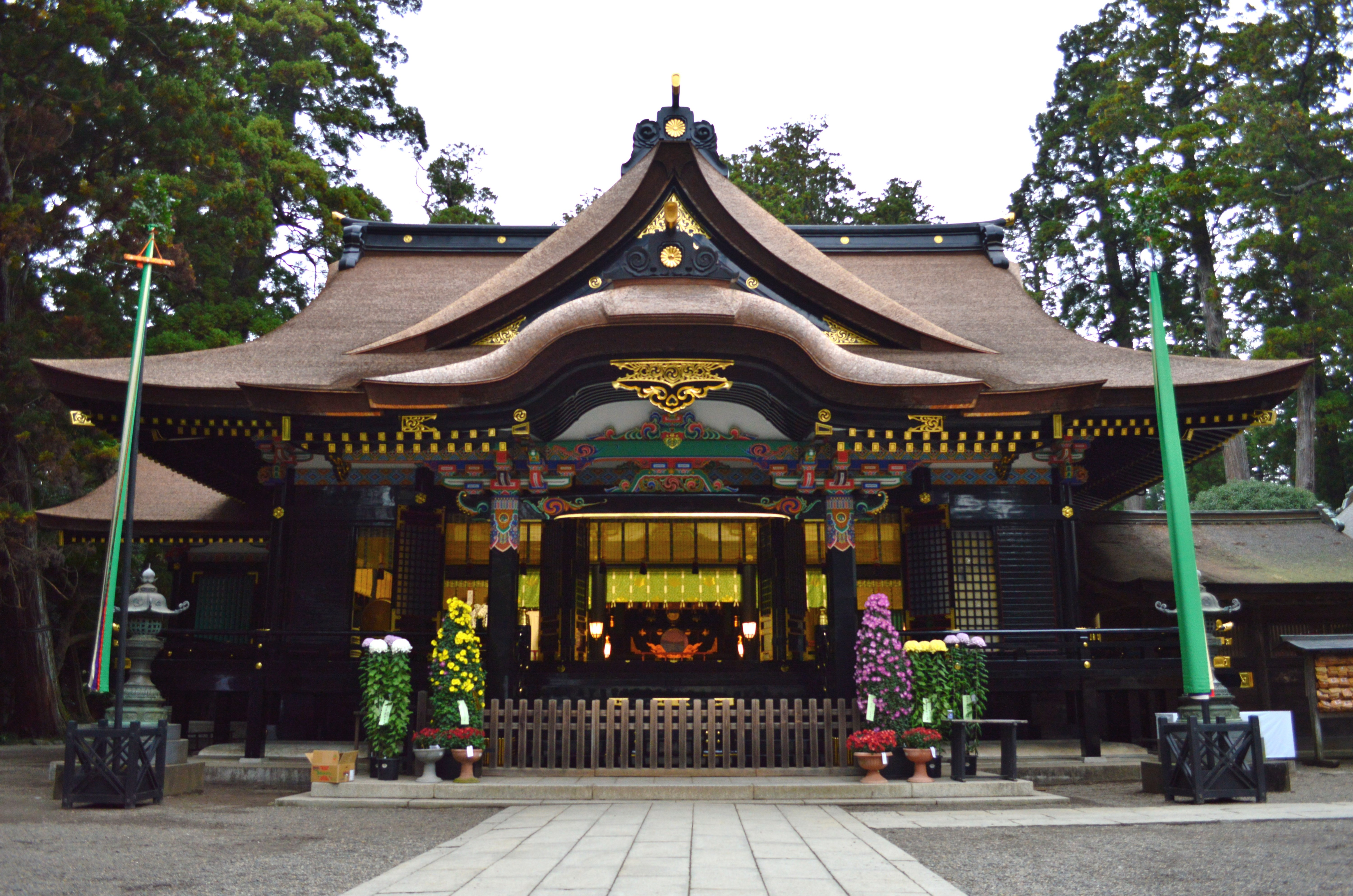

Dans la mythologie japonaise, Futsunushi (経津主神, Futsunushi no kami) est un kami des épées et la personnification de l'épée sacrée Futsu-no-mitama. 
La mythologie représente l'un des généraux d'Amaterasu, comme son envoyé en Ashihara no Nakatsukuni, tantôt avec Takemikazuchi-no-kami, tantôt seul (selon Izumo no Fudoki), parfois les deux sont confondus. Dans les temps anciens, la cour impériale stockait des armes (principalement des épées) dans les sanctuaires en tant qu'offrandes pour les dieux, pour que les ancêtres des samouraïs puissent s'en servir lorsqu'il y avait de l'agitation sur les frontières du royaume de Yamato. Une théorie dit que Futsunushi était le dieu tutélaire du clan Mononobe ; par la suite, il aurait pu être mythologiquement « absorbé » par Takemikazuchi, adoré par le clan Fujiwara initialement un clan clérical. 
Futsunushi-no-kami est le dieu tutélaire du style Tenshin Shoden Katori Shinto-ryu, dont le fondateur, Iizasa Ienao, bénéficia de visions de la part de cette divinité. Aussi chaque disciple du style doit signer avec son sang la charte traditionnelle du style Katori, le Keppan, qui laisse dans le principe les châtiments aux infractions au Dieu de Katori ainsi qu'à Marishi-ten. 
Ainsi, d'une certaine manière, la rivalité martiale entre le Katori Shintō-ryū et les styles de Kashima (Kashima Shin-ryū, Kashima Shintō-ryū, Kashima Shinden Jikishinkage-ryū...), tous deux des arts martiaux tenant leurs enseignements de deux dieux guerriers différents, perpétuent la rivalité entre Takemikazuchi et Futsunushi, c'est-à-dire le conflit entre les nombreuses branches du clan liturgique Fujiwara et les antiques guerriers du clan Mononobe, comme s'il ré-actualisait dans le Présent le temps sacré de l'âge des mythes, comme dirait Mircea Eliade ou Jean-Charles Pichon. 